# Governació de Sidi Bou Zid
La governació o wilaya de Sidi Bou Zid o Sidi Bouzid (àrab: ولاية سيدي بوزيد, wilāyat Sīdī Būzīd) és una divisió administrativa de primer nivell de Tunísia, a la zona central del país. La capital n'és la ciutat de Sidi Bou Zid. Limita amb les governacions de Kairuan i Siliana al nord, les de Kasserine i Gafsa a l'oest, la de Sfax a l'est i la de Gabès al sud.
Té una superfície de 7.400 km² i una població aproximada de 405.900 habitants l'any 2008 (398.400 l'any 2005).

## Economia
La seva activitat principal és l'agricultura, a la qual es dedica vers el 40% de la població. Només el 5% es dedica a la indústria, amb una única zona industrial a la sortida de la capital. Els productes agrícoles principals són els cereals (48.896 tones), els llegums (415.450 tones), la fruita (52.067 tones) i els productes lactis (56 milions de litres/any).

## Organització administrativa
La governació fou creada el 4 de desembre de 1973 de la segregació de territoris de les governacions de Gafsa, Kasserine i Sfax.
El seu codi geogràfic és 34 (ISO 3166-2:TN-12).

### Delegacions
Està dividida en dotze delegacions o mutamadiyyes i 114 sectors o imades:
- Sidi Bouzid Ouest (43 51)
  - Sidi Bouzid (43 51 51)
  - Ennour (43 51 52)
  - Sidi Salem (43 51 53)
  - El Hichria (43 51 54)
  - El Friou (43 51 55)
  - Sadakia (43 51 56)
  - Oum El Adham 1 (43 51 57)
  - Oum El Adham 2 (43 51 58)
  - Ettouila (43 51 59)
  - Ennasr (43 51 60)
  - Sidi Bouzid Sud (43 51 61)
  - Sidi Bouzid Ouest (43 51 62)
- Sidi Bouzid Est (43 52)
  - El Ahouaz (43 52 51)
  - Bennour (43 52 52)
  - Faiedh (43 52 53)
  - El Assouad (43 52 54)
  - El Amra (43 52 55)
  - El Makarem (43 52 56)
  - El Makarem Est (43 52 57)
  - El Okla (43 52 58)
  - Aïn Rebaou (43 52 59)
  - El Henia Abazid (43 52 60)
  - Garet Hadid (43 52 61)
  - Ezzitouna (43 52 62)
- Jilma (43 53)
  - Jilma Est (43 53 51)
  - Jilma Ouest (43 53 52)
  - Lazirek (43 53 53)
  - Selta (43 53 54)
  - Zoghmar (43 53 55)
  - Ghedir Ezzitoun (43 53 56)
  - Baten Elghézel Sud (43 53 57)
  - Baten Elghézel Nord (43 53 58)
  - El Adhla (43 53 59)
  - El Hamima (43 53 60)
  - El Abaiedh (43 53 61)
- Cebalet Ouled Asker (43 54)
  - Cebalet (43 54 51)
  - El Amra (43 54 52)
  - Essed (43 54 53)
  - Meghila (43 54 54)
  - El Ayoun (43 54 55)
- Bir El Hafey (43 55)
  - Bir El Hafey (43 55 51)
  - El Mohamdia (43 55 52)
  - El Ksar (43 55 53)
  - Bir Amama (43 55 54)
  - El Mezara (43 55 55)
  - Essalama (43 55 56)
  - Ourgha (43 55 57)
  - Rahal (43 55 58)
  - Bir Bousbiaa (43 55 59)
- Sidi Ali Ben Aoun (43 56)
  - Sidi Ali Ben Aoun (43 56 51)
  - Errabta (43 56 52)
  - Essahla (43 56 53)
  - El Ouaara (43 56 54)
  - Ouled Brahim (43 56 55)
  - El Mansoura Est (43 56 56)
  - El Mansoura Ouest (43 56 57)
- Menzel Bouzaïane (43 57)
  - Menzel Bouzaïane (43 57 51)
  - En-Nouamer (43 57 52)
  - Kallel (43 57 53)
  - EL Khorchef (43 57 54)
  - El Kharrouba (43 57 55)
  - El Omria (43 57 56)
  - El Omrane (43 57 57)
- Meknassy (43 58)
  - El Jebbes (43 58 51)
  - Gheris Ouest (43 58 52)
  - Mech (43 58 53)
  - Meknassy Est (43 58 54)
  - Meknassy Ouest (43 58 55)
  - Meknassy Nord (43 58 56)
  - Ezzouarâa (43 58 57)
  - El Mabrouka (43 58 58)
  - Ennasr (43 58 59)
- Souk Jedid (43 59)
  - Souk Jedid (43 59 51)
  - Ghiriouis (43 59 52)
  - Ksaîra (43 59 53)
  - Sekdal (43 59 54)
  - Erremelia (43 59 55)
  - Ezzafzaf (43 59 56)
  - Bir Badr (43 59 57)
- Mezzouna (43 60)
  - Mezzouna (43 60 51)
  - El Founi (43 60 52)
  - Bou Hedma (43 60 53)
  - El Gheris Est (43 60 54)
  - Khobna (43 60 55)
  - Eddaouara (43 60 56)
  - El Khaoui (43 60 57)
  - El Besbes (43 60 58)
  - Essed (43 60 59)
- Regueb (43 61)
  - Regueb (43 61 51)
  - Khechem Ouest (43 61 52)
  - Essaïda Nord (43 61 53)
  - Ksar El Hammam Est (43 61 54)
  - Gouleb (43 61 55)
  - Erradhâa (43 61 56)
  - Erradhâa Est (43 61 57)
  - Boudinar (43 61 58)
  - Ksar El Hammam Ouest (43 61 59)
  - Gobrar (43 61 60)
  - Rihana (43 61 61)
  - Essekba (43 61 62)
  - Khechem Est (43 61 63)
  - Essaïda Sud (43 61 64)
  - Essaïda Est (43 61 65)
  - Ferch Gharib (43 61 66)
  - Ouled Ayouni (43 61 67)
- Ouled Haffouz (43 62)
  - Ouled Haffouz (43 62 51)
  - Dheouibet Sud (43 62 52)
  - Sidi Khelif (43 62 53)
  - El Henia (43 62 54)
  - Kassouda (43 62 55)
  - El Mebarkia (43 62 56)
  - Ech-Cheouachia (43 62 57)
  - Sidi Ellafi (43 62 58)
  - Dheouibet Nord (43 62 59)

### Municipalitats
Està dividida en disset municipalitats o baladiyyes:
- Sidi Bouzid (43 11)
- Jilma (43 12)
- Cebalet (43 13)
- Bir El Hafey (43 14)
- Sidi Ali Ben Aoun (43 15)
- Menzel Bouzaine (43 16)
- Meknassy (43 17)
- Mezzouna (43 18)
- Regueb (43 19)
- Ouled Haffouz (43 20)
- Essaaida (43 21)
- Souk Jedid (43 22)
- El Assouada (43 23)
- Faiedh Bennour (43 24)
- Batten El Ghézel (43 25)
- Rahal (43 26)
- El Mansoura (43 27)